# Tumbarumba Creek
Tumbarumba Creek är ett vattendrag i Australien. Det ligger i delstaten New South Wales, i den sydöstra delen av landet, omkring 370 kilometer sydväst om delstatshuvudstaden Sydney.
Trakten runt Tumbarumba Creek består till största delen av jordbruksmark. Trakten runt Tumbarumba Creek är nära nog obefolkad, med mindre än två invånare per kvadratkilometer. Genomsnittlig årsnederbörd är 1 573 millimeter. Den regnigaste månaden är juni, med i genomsnitt 190 mm nederbörd, och den torraste är november, med 84 mm nederbörd.